# Lista över utomjordingar i Teenage Mutant Ninja Turtles
Det här är en lista over utomjordingar i Teenage Mutant Ninja Turtles.

## Antarianerna
Antarianerna avskyr våld, och medverkar i "Invasion of the Turtle Snatchers" i 1987 års serie, där en familj från en planet som snurrar runt Antares besöker jorden. Familjemedlemmarna heter Klaatu, Barada, & Nikto 

## Cherubae
Cherubae förekommer i Archieserierna, och är en fiktiv krigsherre från Dimension X, som på jorden levde i Bayouområdena i USA under täcknamnet "Mary Bones", då i skepnad av en häxa.

## General Traag
General Traag är ledare för Krangs stenkrigare/stensoldater, och medverkar i 1987 års tecknade TV-serie samt de första Archieserierna.
General Traag medverkade i två datorspel, det första arkadspelet och det andra Game Boy-spelet, båda gångerna som boss på Teknodrom-banorna. Dock finns hans armé inte med i det senare spelet. I de tre spelen som innehåller stenkrigare/stensoldater, Teenage Mutant Ninja Turtles III: The Manhattan Project, Teenage Mutant Ninja Turtles: Turtles in Time och Teenage Mutant Ninja Turtles: The Hyperstone Heist medverkar dock inte general Traag. General Traags TV-serieröst läses av Peter Renaday.

## Koslickan Cudley
Koslickan Cudley medverkar i Archieserierna och är en "transdimensionell koslicka" som främst används för att transportera till och från Stumpasteroiden.

## Neutrinerna
Neutrinerna, Neutrionerna, Neutrinosarna, en: Neutrinos, är ett fredsälskande folk från Dimension X som är berömda för sina raketbilar. Sköldpaddorna är vänner med tre tonåringar från just detta folk; Dask, Kala och Zak. Fastän de inte är från Jorden är deras karaktärer delvis baserade på sportbilskörande tonåringar under 1950- och 60-talen. Det framgår i ett avsnitt att Michelangelo var förälskad i Kala och att hon känner likadant för honom.
Neutrinerna gör sitt första medverkande under första säsongen ("Hot Rodding Teenagers From Dimension X"), då sköldpaddorna först tror att Shredder skickat Neutrinerna efter sköldpaddorna, innan de börjar förstå att de är på samma sida.
Under säsong 2 ("Teenagers From Dimension X") besöker Neutrinerna återigen Jorden.
Under säsong 3 ("Grybyx") introduceras Kalas husdjur Grybyx, som har psykokinetisk förmåga. Om djuret får i sig pizza visar det sig att det växer sig större., vilket alla neutriner har som spädbarn, vilket sedan försvinner då de blir äldre.
Under säsong 4 ("Four Turtles and a Baby") anfalls deras hemplanet av General Traag, och Grizzla and Zenter skickar då sin dotter Tribble till Jorden. Hon visar sig ställa till med spratt då hon har psykokinetisk förmåga, vilket alla neutriner har som spädbarn, vilket sedan försvinner då de blir äldre.

## Polarisoiderna
Polarisoider medverkar i avsnitten "Camera Bugged" och "Welcome Back, Polarisoids" av 1987 års serie, då en familj från en planet runt Polstjärnan besöker Jorden. Deras kamera kan krympa folk och föremål och teleportera dem in i kameran. Familjemedlemmarna heter Frip, Millimeter, F-Stop & Say Cheese

## Stump & Sling
Stump & Sling är två trädliknande varelser, och fribrottningspromotorer på Stumpasteroiden.

## Triceraton
Triceraton är en fiktiv utomjordisk ras. Den förekommer bara i Miragserierna, 1987 års tecknade TV-serie samt 2003 års TV-serie. De uppträder som ett folk av människolika dinosaurier, triceratopsar, därav namnet och är mycket krigiska av sig. I både originalserierna och 2003 års TV-serie har de under en okänd tid legat i krig med en annan utomjordisk nation kallad Federationen, dessa är lika krigiska men till skillnad från triceraton vanliga människor med en teknologi som starkt påminner om Jordens fast århundraden före. Triceraton leds av en hjärtlös diktator vid namn Zanramon som vid sin sida har den militäre överbefälhavaren Mozar.
I 1987 års version gästspelar de under sjunde säsongen, i "Night of the Dark Turtle", där de försöker erövra Jorden.

## Tystnadens söner
Tystnadens söner ("Sons of Silence") är ett gäng utomjordingar i Archieserierna.

## Utromer
Utromerna är en utomjordisk ras som liknar hjärnor.

## Zipp
En Zipp är i 1987 års serie en liten varelse från Dimension X som förekommer under säsong 4 ("The Big Zipp Attack"), och som fördubblar sig då de äter. De äter även metall, och för att de återigen skall minska i antal krävs att de äter Rigidium, en av de mest sällsynta metallerna på Jorden.

### Fotnoter
1. ↑  ”Ninjaturtles”. 27 februari 1989. Arkiverad från originalet den 7 februari 2011. https://web.archive.org/web/20110207015734/http://www.ninjaturtles.com/cartoon/guide/cart037.htm. Läst 25 februari 2012.
2. ↑  ”TV Com”. http://www.tv.com/shows/teenage-mutant-ninja-turtles-season-7/invasion-of-the-turtle-snatchers-70672/. Läst 26 februari 2012.[död länk]
3. ↑  ”Mirage Licensing”. 1 november 1989. Arkiverad från originalet den 16 september 2014. https://web.archive.org/web/20140916034111/http://miragelicensing.com/comics/archie/06/06.htm. Läst 27 juni 2011.
4. ↑  ”Mirage Licensing”. juli 1990. Arkiverad från originalet den 4 mars 2016. https://web.archive.org/web/20160304101758/http://miragelicensing.com/comics/archie/12/12.htm. Läst 27 juni 2011.
5. ↑  ”Ninjaturtles”. 31 december 2025. Arkiverad från originalet den 4 februari 2012. https://web.archive.org/web/20120204035817/http://www.ninjaturtles.com/cartoon/guide/cart004.htm. Läst 23 februari 2012.
6. ↑  ”Ninjaturtles”. 27 februari 1988. Arkiverad från originalet den 4 februari 2012. https://web.archive.org/web/20120204035817/http://www.ninjaturtles.com/cartoon/guide/cart004.htm. Läst 23 februari 2012.
7. ↑  ”Ninjaturtles”. 27 februari 1990. Arkiverad från originalet den 11 februari 2011. https://web.archive.org/web/20110211112235/http://www.ninjaturtles.com/cartoon/guide/cart059.htm. Läst 23 februari 2012.
8. ↑  ”Ninjaturtles”. 27 februari 1990. Arkiverad från originalet den 4 februari 2012. https://web.archive.org/web/20120204035808/http://www.ninjaturtles.com/cartoon/guide/cart071.htm. Läst 22 februari 2012.
9. ↑  ”Ninjaturtles”. 27 februari 1989. Arkiverad från originalet den 8 februari 2011. https://web.archive.org/web/20110208145833/http://www.ninjaturtles.com/cartoon/guide/cart038.htm. Läst 25 februari 2012.
10. ↑  ”Ninjaturtles”. 27 februari 1991. Arkiverad från originalet den 16 mars 2011. https://web.archive.org/web/20110316141707/http://www.ninjaturtles.com/cartoon/guide/cart124.htm. Läst 25 februari 2012.
11. ↑  ”Mirage Publishing”. 1 december 1989. Arkiverad från originalet den 27 september 2015. https://web.archive.org/web/20150927040915/http://miragelicensing.com/comics/archie/07/07.htm. Läst 26 februari 2012.
12. ↑  ”Ninjaturtles”. 27 februari 1993. Arkiverad från originalet den 5 juni 2011. https://web.archive.org/web/20110605022054/http://www.ninjaturtles.com/cartoon/guide/cart157.htm. Läst 23 februari 2012.
13. ↑  ”Mirage Publishing”. juni 1990. Arkiverad från originalet den 18 oktober 2014. https://web.archive.org/web/20141018063950/http://miragelicensing.com/comics/archie/11/11.htm. Läst 26 februari 2012.
14. ↑  ”Ninjaturtles”. 27 februari 1989. Arkiverad från originalet den 14 januari 2011. https://web.archive.org/web/20110114083410/http://www.ninjaturtles.com/cartoon/guide/cart088.htm. Läst 25 februari 2012.